# Kościół św. Marii Magdaleny w Szmańkowcach
Kościół św. Marii Magdaleny w Szmańkowcach – rzymskokatolicki kościół we wsi Szmańkowce, w hromadzie Zawodśke, rejonie czortkowskim, obwodu tarnopolskiego na Ukrainie.

## Historia

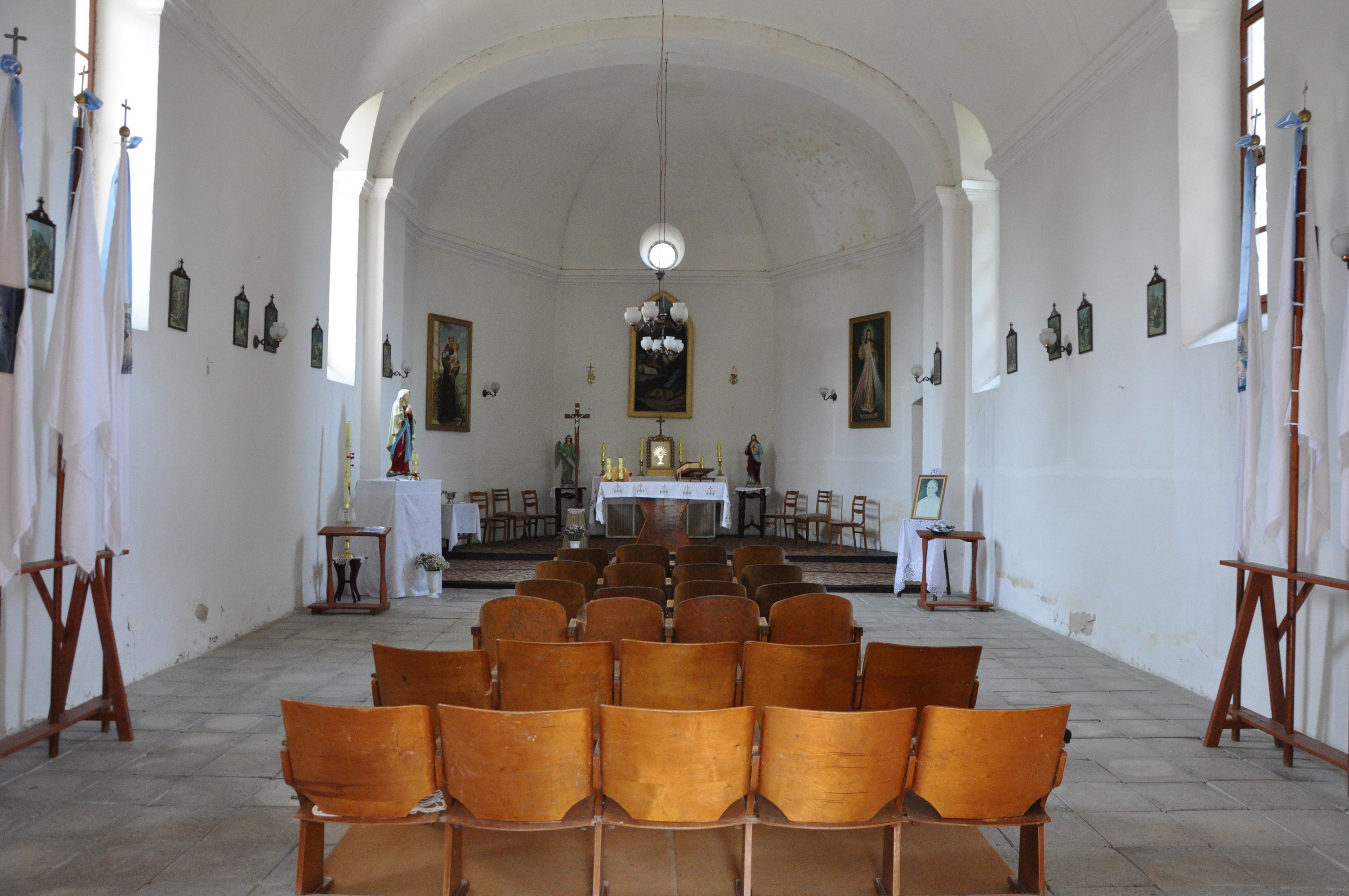
Wnętrze kościoła

Według niepotwierdzonych danych w 1600 r. osiedlili się tu dominikanie, którzy w 1610 r. przenieśli się do Czortkowa. W 1912 r. ojcowie dominikanie na własny koszt wybudowali i konsekrowali filialny kościół parafii w Czortkowie (kościół parafialny – kościół św. Stanisława) w Szmańkowcach.
W czasach sowieckich świątynia była zamknięta i została zamieniona na spichlerz.
W 1986 roku zwrócony katolikom kościół został odnowiony. Parafia liczy 7 członków.
Kościołem opiekują się wierni rzymskokatoliccy.

## Opis
Kościół jest jednonawowy, murowany, otynkowany, w swojej skromnej architekturze ma cechy neogotyckie (ostre zakończenia portalu wejściowego, okna). Każda z płaszczyzn elewacji bocznych podzielona jest dwoma pilastrami.

## Źródła
- Костели і каплиці України.
- Огородник, М. Історія костелу в Шманьківцях // Чортківський Вісник. — 2017. — № 44 (17 листопада). — С. 5. — (Розповідне).